# Börcsök Enikő
Börcsök Enikő (Mezőtúr, 1968. január 28. – Budapest, 2021. január 28.) Jászai Mari-díjas magyar színésznő, érdemes és kiváló művész, a Halhatatlanok Társulatának örökös tagja, egyetemi tanár.

## Életpályája
Szülei Börcsök Gábor és Orbán Irén. Gyermekkorát Mezőtúron, majd katona édesapja hivatása miatt Székesfehérváron töltötte. Előbb a szentesi Horváth Mihály Gimnázium tanulója volt, ahonnan eltanácsolták. Székesfehérváron érettségizett a Teleki Blanka Gimnáziumban. 1987–1991 között végezte el a Színház- és Filmművészeti Főiskolát Marton László osztályában. Közismertté a Melodráma (1991) című filmben történt bemutatkozása tette. 1991–1994 között a kaposvári Csiky Gergely Színház, 1994 őszétől haláláig a Vígszínház tagja volt. 2000-től részt vett a MASZK Országos Színészegyesület elnökségének munkájában.

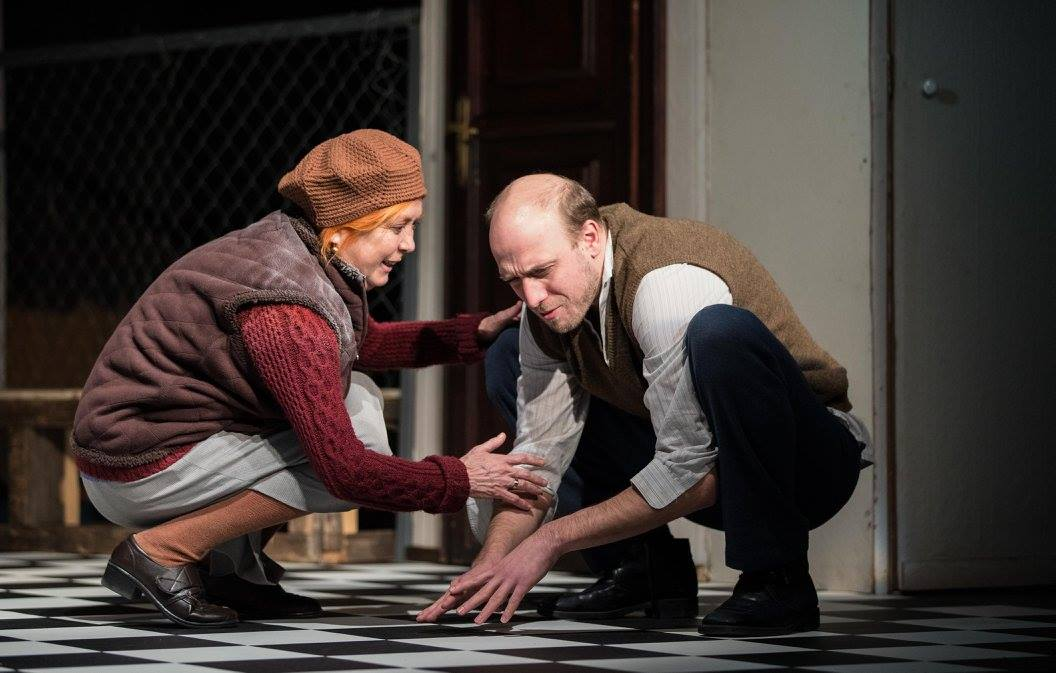
Háy János: A Gézagyerek című előadáson Takács Gézával, a budapesti Pinceszínházban

A Színház- és Filmművészeti Egyetem tanáraként korábban Ács János és Gálffi László mellett oktatott tanársegédként. 2014 óta Zsótér Sándorral közösen osztályvezető tanár volt, színészmesterséget tanított.

### Magánélete
Édesanyját 2003-ban a nyílt utcán egy repesztalálat érte, hetekig feküdt kómában, majd elhunyt. 1997–2003 között Dévényi Ádám énekessel élt együtt. Későbbi párjával, a festőművész, díszlettervező Tóth Józseffel 2012 júliusában szervezték meg első színjátszó gyermektáborukat a Zala megyei Becsvölgyén, ami az elkövetkező években visszatérő hagyománnyá vált. A nyarakat a zalai Milejszegen töltötte.
Bátyja Gábor, akinek fia, Börcsök Olivér, szintén színész.

### Betegsége és halála
Negyedéves színi hallgatóként diagnosztizálták vesebetegséggel, és bár kezdetben gyógyszeres kezeléssel sikeresen küzdöttek a veseelégtelenség kialakulása ellen, végül 1997 szeptemberében át kellett esnie első vesetranszplantációján. A szerv fél év múlva kilökődött, ezért újra dialízisre szorult. 2003-ban kapta meg második veséjét. 2011-től a Nemzeti Vese Program nagykövete volt. 2019-ben már arról nyilatkozott, hogy valószínű, hamarosan új vesére lesz szüksége. 2020 nyarán újabb kórházi kezelésre szorult. 53. születésnapjának hajnalán hunyt el, hosszú, súlyos betegsége után.
2021. február 11-én zárt körben kísérték utolsó útjára Székesfehérváron, a Béla úti köztemetőben. A szertartáson búcsúbeszédet mondott Hegedűs D. Géza, Oberfrank Pál és Rudolf Péter. A Vígszínház és az eSzínház Spiró György Kvartett című darabjának online közvetítésével emlékezett Börcsök Enikőre. A Kvartett megtekintéséből származó teljes bevételt a Transzplantációs Alapítvány a Megújított Életekért részére utalták át, melynek Börcsök Enikő kétszeres vesetranszplantáltként önkéntese és kurátora volt.

### Emlékezete
Halálának első évfordulóján, 2022-ben emléktáblát avattak egykori lakhelyének a falán, Budapesten a Rózsa utca 47/A szám alatt.

## Színpadi szerepei
- Id. Alexandre Dumas: A három testőr...
- Arthur Miller: Pillantás a hídról... Szomszéd
- Hamlisch: Michael Bennett emlékére...
- Bertolt Brecht: Koldusopera... Polly
- Eisemann Mihály: Fekete Péter... Michonné
- Kárpáti Péter: Az út végén a folyó... Rózsi
- Gombrowicz: Esküvő...
- Salamon András: Zsötem... Lány
- Presser Gábor: Csak az jöjjön, aki bírja...
- Szomory Dezső: Hermelin... Lukács Antónia; Tördes Sári
- Georg Büchner: Leonce és Léna... Léna
- Schnitzler: A Bernhardi-ügy... Ludmilla
- Anton Pavlovics Csehov: Ványa bácsi... Szofja Alekszandrovna
- E. T. A. Hoffmann: Diótörő... Marika
- Molière: Mizantróp... Celiméne
- Tersánszky Józsi Jenő: Kakuk Marci... Rózsika; Kasosné
- Federico García Lorca: Yerma... 5. Asszony; Nőstény
- William Shakespeare: Rómeó és Júlia... Júlia; Dada
- Büchner: Woyzeck... Marie
- Kálmán Imre: Csárdáskirálynő... Anasztázia von Eggenberg comtesse
- Kosztolányi Dezső: Néró, a véres költő... Poppaea
- Nagy Ignác: Tisztújítás... Aranka
- Forgách András: Tercett - Janka, Zsigmond, Mária... Mária
- Barker: Jelenetek egy kivégzésről... Supporta
- Örkény István: Tóték... Mariska; Tótné
- Örkény István: Macskajáték... Egérke
- Békés Pál: Össztánc...
- Brecht: Baal... Emily
- Bicat: Elvira Madigan... Elvira Madigan
- Nádas Péter: Temetés... Színésznő
- Csehov: Ivanov... Babakina
- Middleton-Rowley: Átváltozások... Isabella
- Szirmai Albert: Mágnás Miska... Marcsa
- Molière: Az úrhatnám polgár... Nicole; Jourdainné
- Spiró György: Dobardan... Feleség
- Johann Wolfgang von Goethe: Faust... Margaréta
- Tremblay: Sógornők... Rose Ouimet
- Eugene O’Neill: Boldogtalan hold... Josie Hogan
- Carlo Collodi: Pinokkió - avagy a hosszúorrú fabábu kalandjai... Kolimbina
- Dévényi Ádám: A Dalnok meg a Zajnok... Nő
- Parti Nagy Lajos: Ibusár... Sárbogárdi Jolán; Jegykiadó; Amália; Gyámleány; Hercegkisasszony
- Szép Ernő: Lila ákác... Nagyságos asszony; Bizonyosné
- Csehov: Lakodalom... Zmejukina
- Ilf-Petrov: Érzéki szenvedély... Mama
- Molnár Ferenc: Liliom... Muskátné
- Herzberg: A hiúz... A hiúz tulajdonosa
- Réthly Attila: Élve vagy halva... Günterné
- Ingmar Bergman: Maszkok... Alma
- Brecht: Kurázsi mama és gyermekei... Kattrin
- Churchill: Az iglic... Az iglic
- Strauss: M.V. mint vendég...
- Shakespeare: Lóvátett lovagok... Francia királylány
- Genet: Cselédek... Claire
- Brecht: A szecsuáni jólélek... Sen Te/Sui Ta
- Shakespeare: Lear király... Goneril
- Madách Imre: Az ember (és az asszony) tragédiája ahogyan Lucifer és/vagy a pszichológus látja... Éva
- Makszim Gorkij: Nyaralók... Varvara
- Éri-Halász Imre: Egy csók és más semmi... Dühös nő
- Duffy: A világ feleségei...
- Schimmelpfennig: Push up 1-3... Angelika
- Brecht: A kaukázusi krétakör... Azdak bíró
- Grumberg: Varrónők... Simone
- Kacsóh Pongrác: János vitéz... Mostoha
- Krúdy Gyula: Krúdy-keringő... Hartvigné
- Örkény István: Pisti a vérzivatarban... Risi
- Scribe: Adrienne... Adrienne Lecouvreur
- Alechem: Marienbád... Jamajkerné
- Friedrich Schiller: Stuart Mária... Erzsébet
- Osztrovszkij: Négy lába van a lónak mégis megbotlik... Glumova
- Maurice Maeterlinck: A kék madár... Tiltil; Til Nagypapa
- Bennett: Beszélő fejek... Egy lencsészsákon - Susan
- Gabriel García Márquez: Száz év magány... Ursula
- Csehov: Cseresznyéskert... Sarlotta Ivanovna
- Spiró György: PRAH... Nő
- Böll: Katharina Blum elvesztett tisztessége... Katharina
- Letts: Augusztus Oklahomában... Barbara Fordham
- Shakespeare: Othello... Emília
- Almodóvar: Mindent anyámról... Manuela
- Galron: Mikve... Esti
- Reza: Az öldöklés istene... Véronique Houllié
- Shakespeare: Makrancos Kata... Katalin
- McCoy: A lovakat lelövik, ugye?... Hídvégi Bözsi
- S.F.H.: Nemsenkilény... Seth F. Henriett

Szerepei a Pszichoszínházban
- Érzelmi kötelék (Börcsök Enikő – Galkó Balázs; Kapolcs, 2000. július)
- Függőség (Börcsök Enikő – Galkó Balázs; Merlin, 2000. november)
- Szeretősdi (Börcsök Enikő – Galkó Balázs; Merlin, 2001. január)
- Szex, férfi, nő (Börcsök Enikő – Galkó Balázs; Merlin, 2001. március)
- Énhatárok (Börcsök Enikő – Tóth József; Merlin, 2001. április)
- Szakítás-válás (Börcsök Enikő – Galkó Balázs; Merlin, 2001. május)
- Új pasit szerezni (Börcsök Enikő – Huszár Zsolt; Hölgyvilág Klub, 2001)
- A szeretet (Börcsök Enikő – Galkó Balázs; Kapolcs, 2001. július)
- Újrakezdés (Börcsök Enikő – Galkó Balázs; Merlin, 2001. október)
- Tücsök és Hangya (Börcsök Enikő – Galkó Balázs; Merlin, 2001. november)
- Tücsök és Hangya (Börcsök Enikő – Galkó Balázs; ANTSZ, 2002.)
- Generációk harca (Börcsök Enikő – Fodor Tamás; Merlin, 2002. február)
- Új pasit szerezni (Börcsök Enikő – Galkó Balázs; Merlin, 2002. március)
- Érzelmi aknák (Börcsök Enikő – Galkó Balázs; Székesfehérvár, 2002)
- Az Ember Tragédiája (Börcsök Enikő – Hevér Gábor; Merlin, 2002. május)
- Állj ki mellettem! (Börcsök Enikő – Tóth József; Merlin, 2002. október)
- Hálám kötelez (Börcsök Enikő – Galkó Balázs; Merlin, 2002. december)
- Ki a normális? (Börcsök Enikő – Hevér Gábor; Jászberény, 2003.)
- Hálával tartozom (Börcsók Enikő – Hevér Gábor; POSZT, 2003. június)
- Függő játszma (Börcsök Enikő – Galkó Balázs; Merlin, 2003. november)
- Érzelmi veszély (Börcsök Enikő – Tóth József; Merlin, 2004. január)
- Nők napja (Börcsök Enikő – Györgyi Anna; Budapesti Kamaraszínház, 2004. március)
- Kontroll nélkül (Börcsök Enikő – Tóth József; Merlin, 2004. április)
- My Fitt Lady (Börcsök Enikő – Székhelyi József; Konferencia, 2004. május)
- Kamasz-témák (Börcsök Enikő – Galkó Balázs; MTV 1, 2004. május)
- Testbeszéd tolmáccsal (Börcsök Enikő – Rába Roland; Sziget-Magic Mirror, 2004. augusztus)
- Agyamra mész, Édesem! (Börcsök Enikő – Tóth József; Merlin, 2004. október)
- De durva!!! (Börcsök Enikő – Rába Roland; Kispesti Munkásotthon Művelődési Központ, 2004. november)
- Birtokos eset (Börcsök Enikő – Hannus Zoltán; Kapolcs, 2005. július)
- Én és a másik énem (Börcsök Enikő – Tóth József; Buena Vista, 2005. augusztus)
- Azért, mert a férjedet kenyérre lehet kenni, nem kell folyton vajnak nézned! (Börcsök Enikő – Tóth József; Fringe fesztivál, 2006. április)
- Médiacicák, sztárok (Börcsök Enikő – Elek Ferenc; Rácalmás, 2007. június)
- Kudarcok, csalódások, traumák (Börcsök Enikő – Szabados Mihály; Mesterkurzus, 2008. január)
- Agyamra mész néha, Édesem! (Börcsök Enikő – Fenyő Iván; Tiszafüred TIGÁZ, 2008. március)
- Újratervezés: pszichológus GPS navigátor (Börcsök Enikő – Tóth József; Merlin, 2008. október)
- A másik arcod (Börcsök Enikő – Rudolf Péter; Merlin, 2008. november)
- Mizantróp 2009 (Börcsök Enikő – Lukáts Andor; Aranytíz, 2009. március)
- A pénzköltés komédiája (Börcsök Enikő – Hevér Gábor; RS9, 2009. december)
- Mások férjével (Börcsök Enikő – Józsa Imre; RS9, 2010. március)
- Pillepalack, pilleférj (Börcsök Enikő – Scherer Péter; Taliándörögd, 2010. július)
- Érzelmek és indulatok a párkapcsolatban (Börcsök Enikő – Fenyő Iván; Eötvös 10, 2012. február)
- Elbeszélünk egymás mellett (Börcsök Enikő – Tóth József; Eötvös 10, 2013. május)
- Nem tudok nemet mondani (Margitai Ági – Börcsök Enikő; Bicske, 2003)
- Tomboló fékek, féktelen érzelmek (Börcsök Enikő – Thuróczy Szabolcs; Eötvös 10, 2014. május)
- Secondhand kapcsolatok (Börcsök Enikő – Kocsis Pál; Eötvös 10, 2014. november)
- Együttélősdi. (Börcsök Enikő – Tóth József; Taliándörögd, 2015. július)
- Az a törékeny bizalom (Börcsök Enikő – Debreczeny Csaba; Eötvös 10, 2015. december)
- Energiavámpírok (Börcsök Enikő – Csákányi Eszter; Karinthy Színház, 2016. június)
- Besértődsz vagy betámadsz? (Börcsök Enikő – Tóth József; Eötvös 10, 2016. december)

### Rendezései
- F. W. Bain: A hajnal leánya

## Filmszerepei
| - Melodráma (1991) - A három nővér (1991) - Zsötem (1992) - Édes Emma, drága Böbe (1992) - A turné (1993) - A magzat (1993) - Benda színész eltűnése (1997) - Szeptember (1999) - Egyszer élünk (2000) - Werckmeister harmóniák (2000) - Paszport – Útlevél a semmibe (2000) - Életbevágó (2000) - Utolsó vacsora az Arabs Szürkénél (2000) - Üvegtigris (2001) - Sobri – Betyárfilm (2002) - Magyar szépség (2002) - A Rózsa énekei (2003) - Mélyen őrzött titkok (2004) - A temetetlen halott (2004) - Büfé két ablakkal (2004) - Ópium – Egy elmebeteg nő naplója (2007) - Príma Primavera (2009) - Ünnep (2009) - Az ajtó (2012) - Aglaja (2012) - A nagy füzet (2013) - Isteni műszak (2013) - Viharsarok (2014) - Szerdai gyerek (2015) - Gondolj rám (2016) - A hentes, a kurva és a félszemű (2018) - Boszorkányház (2019) - Zárójelentés (2020) - Hét kis véletlen (2020) | - Kosztolányi Dezső novellái: Alfa - Édes Anna (1990) - Patika (1995) - Szelídek (1996) - Kisváros (1994–1998) - Családi kör (1999) - Valaki kopog (2000) - Állomás (2008–2011) - Egy csók és más semmi (2010) (színházi felvétel) - Ármány és szerelem anno 1951 (2011) - A galamb papné (2013) - Válótársak (2015–2018) - Munkaügyek (2017) |

## Díjai, elismerései
- A színházi találkozó díja (1993, 2000, 2005)
- Déryné-díj (1995)
- Varsányi Irén-emlékgyűrű (1997)
- Ajtay Andor-emlékdíj (1997, 2000, 2002, 2009, 2015, 2016)
- Jászai Mari-díj (1998)
- Ruttkai Éva-emlékdíj (1998, 2000, 2005)
- 32. Magyar Filmszemle – legjobb női alakítás (Passzport) (2001)
- Magyar Filmkritikusok Díja – Legjobb női alakítás díja (2002)
- Harsányi Zsolt-díj (2004)
- V. POSZT: Legjobb női főszereplő Scribe: Adrienne című darabjában (2005)
- Érdemes művész (2005)
- Happy Art Fesztivál, Colombina-díj, legjobb női alakítás (PRAH című előadás, Radnóti Színház, Budapest) (2007)
- Roboz Imre-díj (2007)
- IX. Pécsi Országos Színházi Találkozó: Legjobb női epizódszereplő Tracy Letts: Augusztus Oklahomában című darabjában (2009)
- Budapestért díj (2013)[33]
- Az év szinkronhangja (2014)
- Örökös tag a Halhatatlanok Társulatában (2015)
- Prima díj (2015)
- Magyar Filmkritikusok Díja – Legjobb női epizódalakítás (2016)[34]
- Kiváló művész (2018)